# Bystropogon odoratissimus
Bystropogon odoratissimus — вид квіткових рослин з родини глухокропивових (Lamiaceae).

## Біоморфологічна характеристика
Bystropogon odoratissimus кущистий, з міцними гілками. Листки 1.1–4.2 × 0.7–2.5 см, еліптичні чи яйцеподібні, тупі на верхівці чи злегка мукронатні, цілі чи злегка вигнуті, зверху зелені, знизу попелясто-сизуваті до сизуватих; просте жилкування помітне знизу; є ефірні залози з обох сторін листа; запах подрібненого листя дуже солодкуватий; листкова ніжка запушена, 0.3–1.5 см. Суцвіття супротивні пазушні нещільні на кінцевих частинах наймолодших гілок чи однорічних пагонів. Ніжки суцвіть (0.4–2.0 см, з короткими та рідкісними послідовними дихотомічними розгалуженнями) і квітконіжки не запушені. Квітки більшої величини, ніж у решти його родичів, досягаючи розміру до 7.5 мм. Чашечка  (4.5)5.0–5.5(6.5) мм завдовжки, з дуже волохатою трубочкою. Віночок білий, плямистий, ≈ 6.0–7.5 мм, зовні з волосистою трубкою, верхня губа глибоко вирізана, нижня губа з яйцеподібними бічними частками та віялоподібною центральною часткою, виїмчастою. Цвіте з серпня по листопад.

## Поширення
Ендемік Канарських островів (Тенерифе).